# Le Petit Marseillais (savon)
 (novembre 2017).
Si vous disposez d'ouvrages ou d'articles de référence ou si vous connaissez des sites web de qualité traitant du thème abordé ici, merci de compléter l'article en donnant les références utiles à sa vérifiabilité et en les liant à la section « Notes et références ».
Pour les articles homonymes, voir Le Petit Marseillais.
Le Petit Marseillais est une marque de savon, gel douche et shampooing français appartenant aux laboratoires Vendôme, et rachetée par Johnson & Johnson en 2006.

## Historique
Les savons Le Petit Marseillais ont été lancés en 1982 par Bernard Lengellé, ancien journaliste au Dauphiné libéré. Leur nom reprend celui d'un ancien quotidien provençal, Le Petit Marseillais, et évoque le savon de Marseille. Lengellé commercialise d'abord son savon dans les pharmacies du Vaucluse. Le logotype du petit Marseillais a été créé en 1982 par Christian Bernard, graphiste et gérant de l'atelier graphique Signe à Carpentras (Vaucluse).
Trois ans après, en 1985, la marque est rachetée pour 100 000 francs par les Laboratoires Vendôme, société parapharmaceutique familiale dijonnaise fondée en 1981, qui cherche alors à se diversifier dans les produits d'hygiène. Lancée en 1986 dans les grandes surfaces françaises, elle s'arroge 5 % du marché, avant de se lancer dans les produits pour la douche au début des années 1990 et dans les shampoings en 2000.
En 2005, la marque Le Petit Marseillais est numéro un sur le marché français des produits lavants (savons liquides et solides, gels douches et produits pour le bain) avec 15,7 % de parts de marché. Les laboratoires Vendôme se font racheter en 2006 par Johnson & Johnson et Le Petit Marseillais passe donc sous le contrôle de la multinationale américaine.
En 2017, Johnson & Johnson annonce le lancement d'un nouveau soin de visage sous la marque le Petit Marseillais.
Du 16 juin 2017 au 8 juillet 2017, la marque s'est installée dans le magasin parisien « La Pause Ensoleillée ».